# Zeedambordje
Het zeedambordje (Circinaria leprosescens) is een korstmos uit de familie Megasporaceae. Het groeit op steen samen met een chlorococcoïde alg. 

## Syntaxonomie
Zeedambordje is een kensoort van de associatie van gewoon kusttakmos (Ramalinetum siliquosae).

## Verspreiding
In Nederland komt het zeldzaam voor en dan nog het meest rond het IJsselmeer. 